# Carlo Cristofori
Pour les articles homonymes, voir Cristofori.
 Carlo Cristofori (né le 5 janvier 1813 à Viterbe dans le Latium et mort le 30 janvier 1891 à Rome) est un cardinal italien du XIXe siècle.

## Biographie
Christofori exerce des fonctions au sein de la curie romaine, notamment auprès de la rote romaine et comme auditeur général de la chambre apostolique.
Le pape Léon XIII le crée cardinal lors du consistoire du 27 juillet 1885. Le cardinal Christofori est nommé préfet de la "congrégation des indulgences et des reliques" . Il est le dernier prélat qui n'est pas prêtre au moment de sa création comme cardinal.

## Sources
- Fiche sur le site fiu.edu